# Belluno
Belluno je italské město, hlavní město stejnojmenné provincie, ležící v Benátsku.

## Pamětihodnosti

### Dóm (Duomo)
Dóm pochází ze 16. století. Navrhl jen Tullio Lombardo. Musel být dvakrát přestavěn po zemětřesení.
V blízkém baptisteriu se nachází víko křtitelnice s postavou Jana Křtitele, známé dílo Andrey Brustolona.

### Kostely
Brustolonovy práce se nacházejí i v kostelech San Pietro (oltář a andělé) a Santo Stefano (lustr a krucifix).

### Palazzo dei Rettori
Renesanční stavba z roku 1491. V minulosti byl palác sídlem benátských vládců Belluna.

### Museo Civico
Nacházejí se zde archeologické nálezy a obrazy Bartolomea Montagny a Sebastiana Ricciho.

### Piazza del Mercato
Nejkrásnější náměstí Belluna s renesančními paláci a kašnou.

## Osobnosti města
- Řehoř XVI. (1765–1846), papež
- Dino Buzzati (1906–1972), spisovatel, básník, novinář a malíř
- Jan Pavel I. (1912–1978), papež

## Partnerská města
- Cervia, Itálie